# Verein für Raumschiffahrt
O Verein für Raumschiffahrt ("VfR"), nome alemão para Sociedade para Viagens Espaciais,
foi uma associação civil amadora Alemã, voltada ao estudo de foguetes, anterior à Segunda Guerra Mundial, que incluía membros de fora da Alemanha.  
Fundada em 5 de junho de 1927 em Breslau, o primeiro teste prático bem sucedido da VfR com combustível líquido (cinco minutos) ocorreu no Heylandt Works em 25 de janeiro de 1930,
experimentos adicionais com foguetes foram efetuados numa fazenda perto de Bernstadt, na Saxônia.

## Membros
Em determinados períodos a sociedade chegou a ter 500 membros, incluindo:
- Hedwig Bernhard
- Hans Ulrich Berkner
- Wernher von Braun
- Major a.D. Hans Wolf von Dickhut
- Rolf Engel
- Kurt Heinisch
- Walter Hohmann
- Franz von Hoefft
- Willy Ley
- Rudolf Nebel
- Walter Neubert
- Hermann Noordung
- Hermann Oberth
- Guido von Pirquet
- Klaus Riedel
- Nikolai Alexejewitsch Rynin[3]
- Eugen Sänger
- Max Valier
- Johannes Winkler